# 兴达路街道
兴达路街道，是中华人民共和国河南省郑州市金水区下辖的一个乡镇级行政单位。

## 行政区划
兴达路街道下辖以下地区：
智汇谷社区、鸿苑社区、小金庄村、黄庄村、黄岗庙村、任庄村、马渡村、来童寨村和北录庄村。